# Monument aux Valeureux

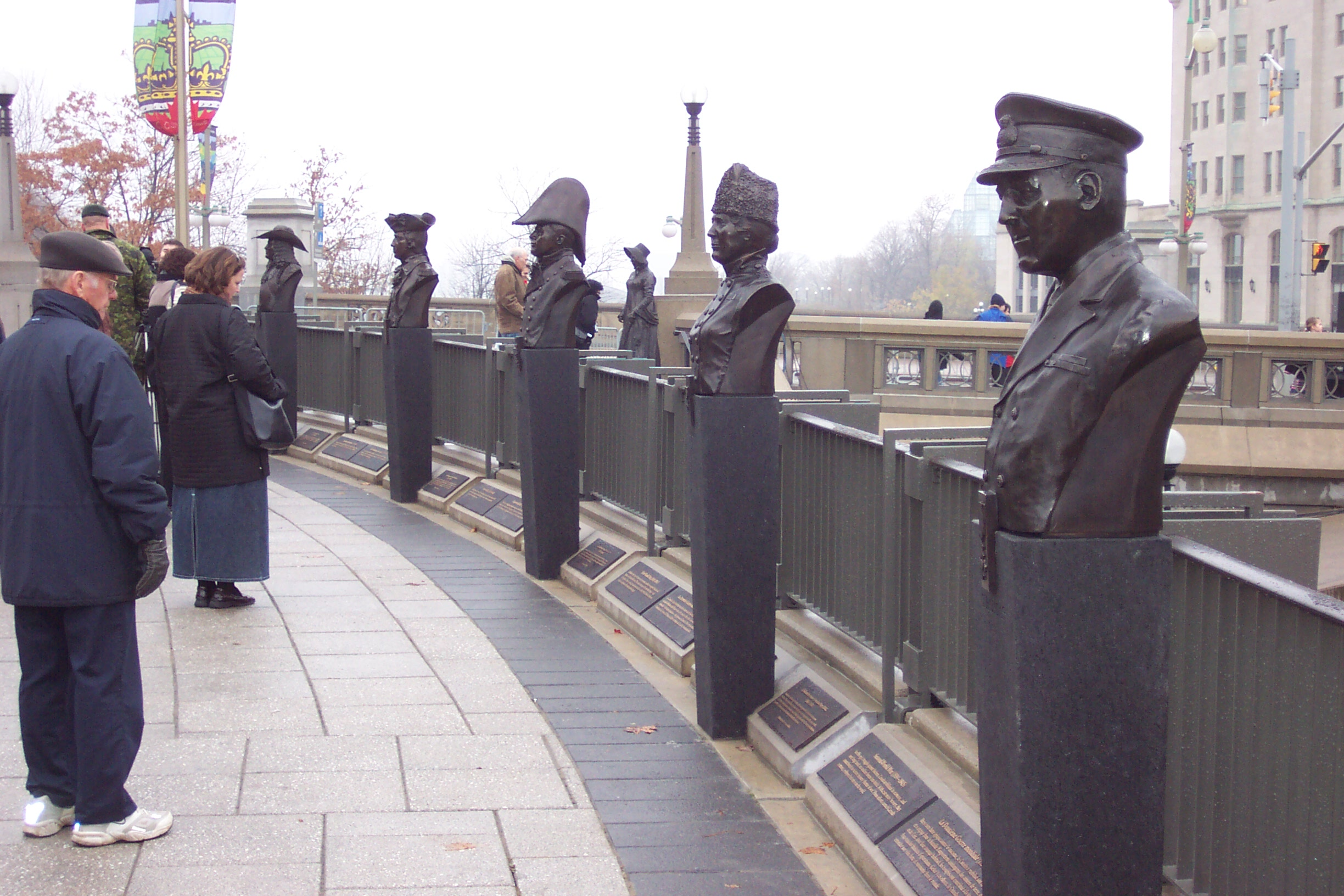
Les cinq bustes sur le côté ouest du monument représentent les cinq périodes militaires.

Le Monument aux Valeureux (anglais : Valiants Memorial) est un monument militaire situé à Ottawa, la capitale du Canada, qui commémore quatorze personnalités de l'histoire militaire du pays.
L'œuvre comprend neuf bustes et cinq statues, tous de grandeur nature, par les artistes Marlene Hilton Moore et John McEwen. Elle fut érigée autour de l'Escalier des Sapeurs, un passage sous le coin nord-est de la Place de la Confédération, à côté du Monument commémoratif de guerre du Canada. Le mur de l'escalier est décoré d'une citation de L'Énéide de Virgile : Nulla dies umquam memori vos eximet aevo,  « Rien ne vous effacera jamais de la mémoire du temps. » Le monument fut inauguré par la gouverneure générale Michaëlle Jean le 5 novembre 2006.

## Héros
Les héros commémorés par le monument sont :
- Du régime français (1534-1763) :
  - Le comte de Frontenac
  - Pierre Le Moyne d'Iberville (statue complète)
- De la Révolution américaine (1775-1783) :
  - Thayendanagea (Joseph Brant) (statue complète)
  - John Butler
- De la Guerre de 1812 (1812-1815) :
  - Major-général sir Isaac Brock
  - Charles de Salaberry (statue complète)
  - Laura Secord (statue complète)
- De la Première Guerre mondiale (1914-1918) :
  - Georgina Pope
  - Général sir Arthur Currie (statue complète)
  - Caporal Joseph Keable
- De la Seconde Guerre mondiale (1938-1945) :
  - Lieutenant Robert Hampton Gray
  - Capitaine John Wallace Thomas
  - Major Paul Triquet
  - Pilot officier Andrew Mynarski

## Galerie

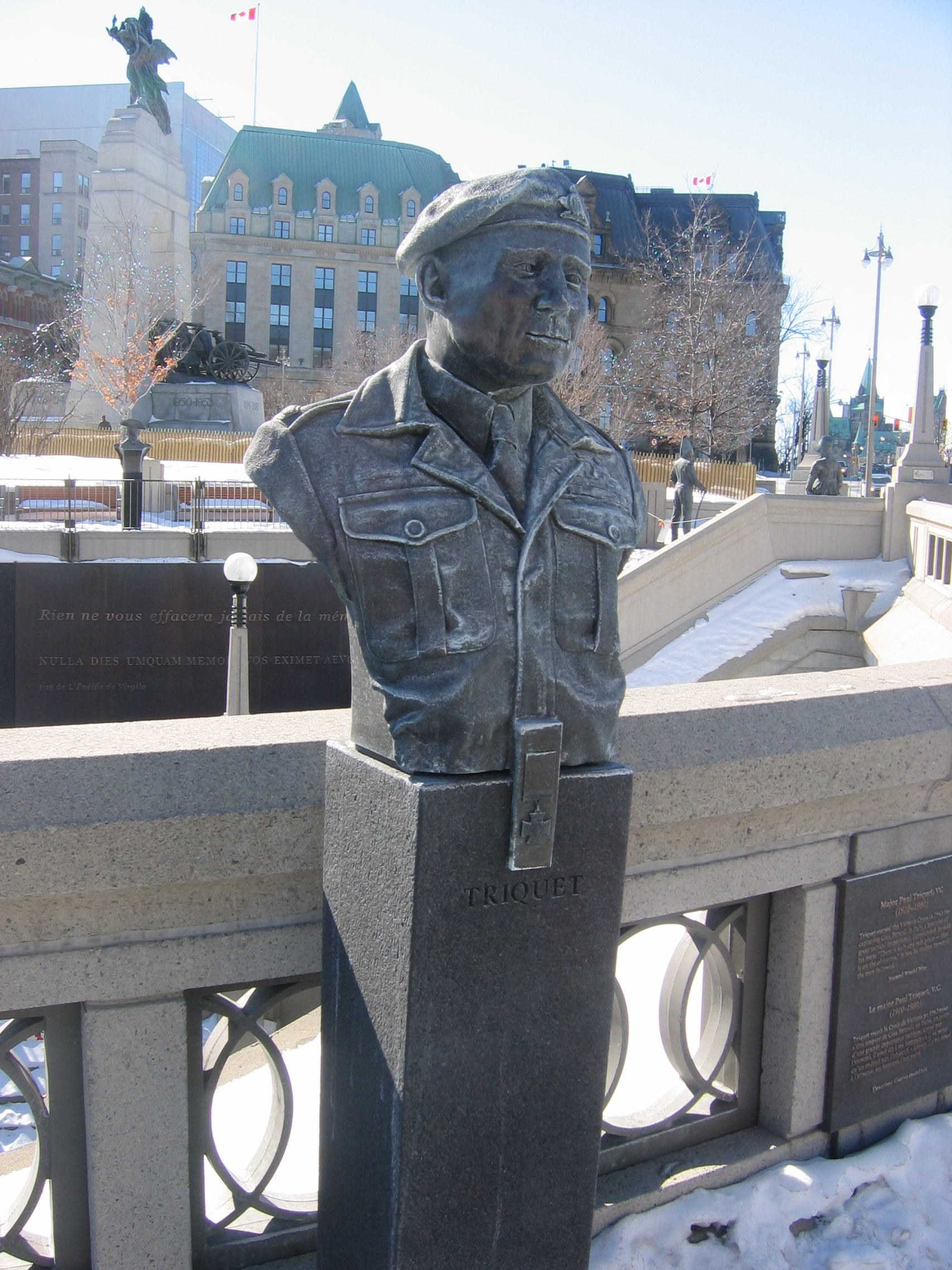
Paul Triquet
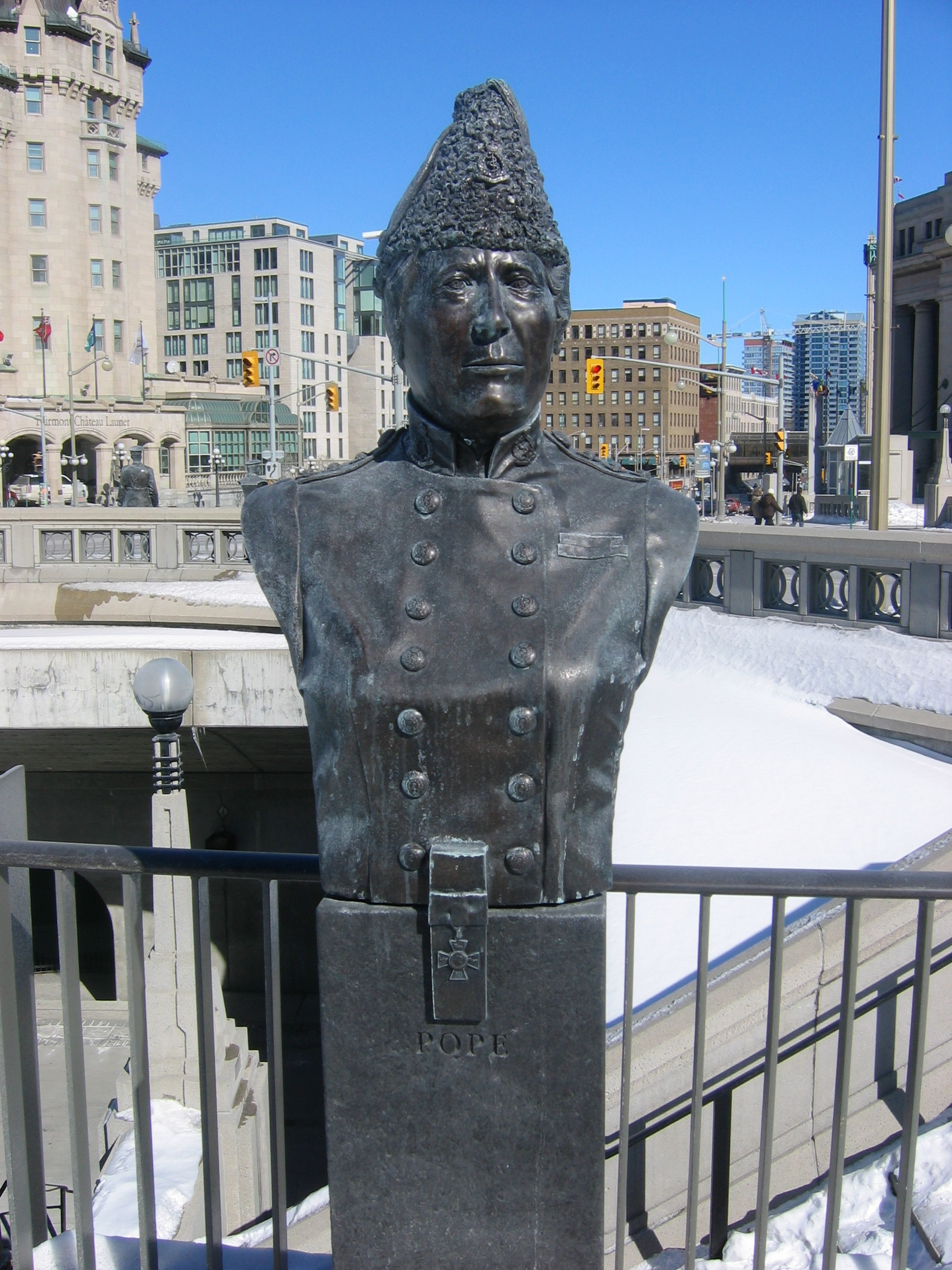
Georgina Pope
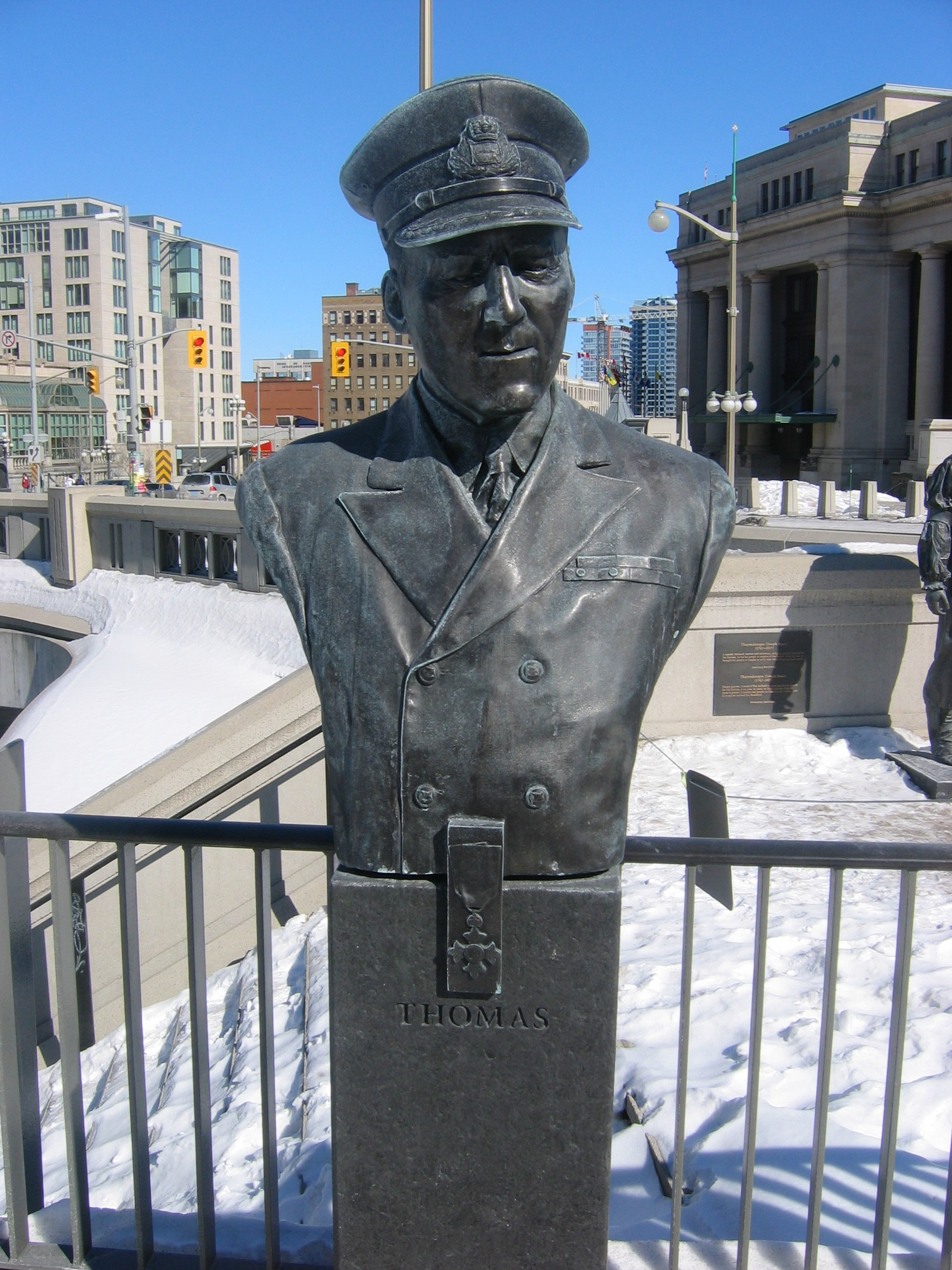
John Wallace Thomas
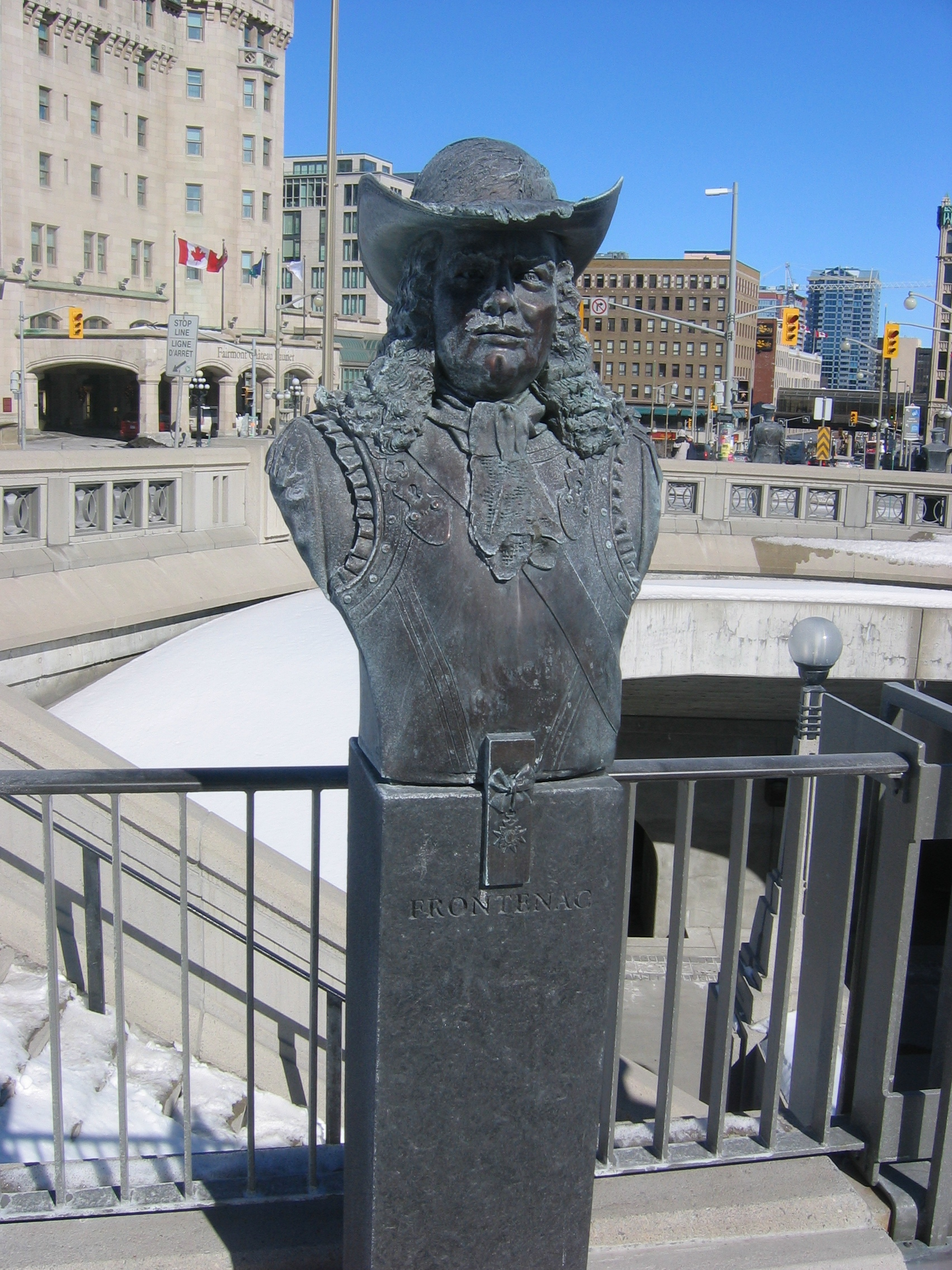
Louis de Buade de Frontenac
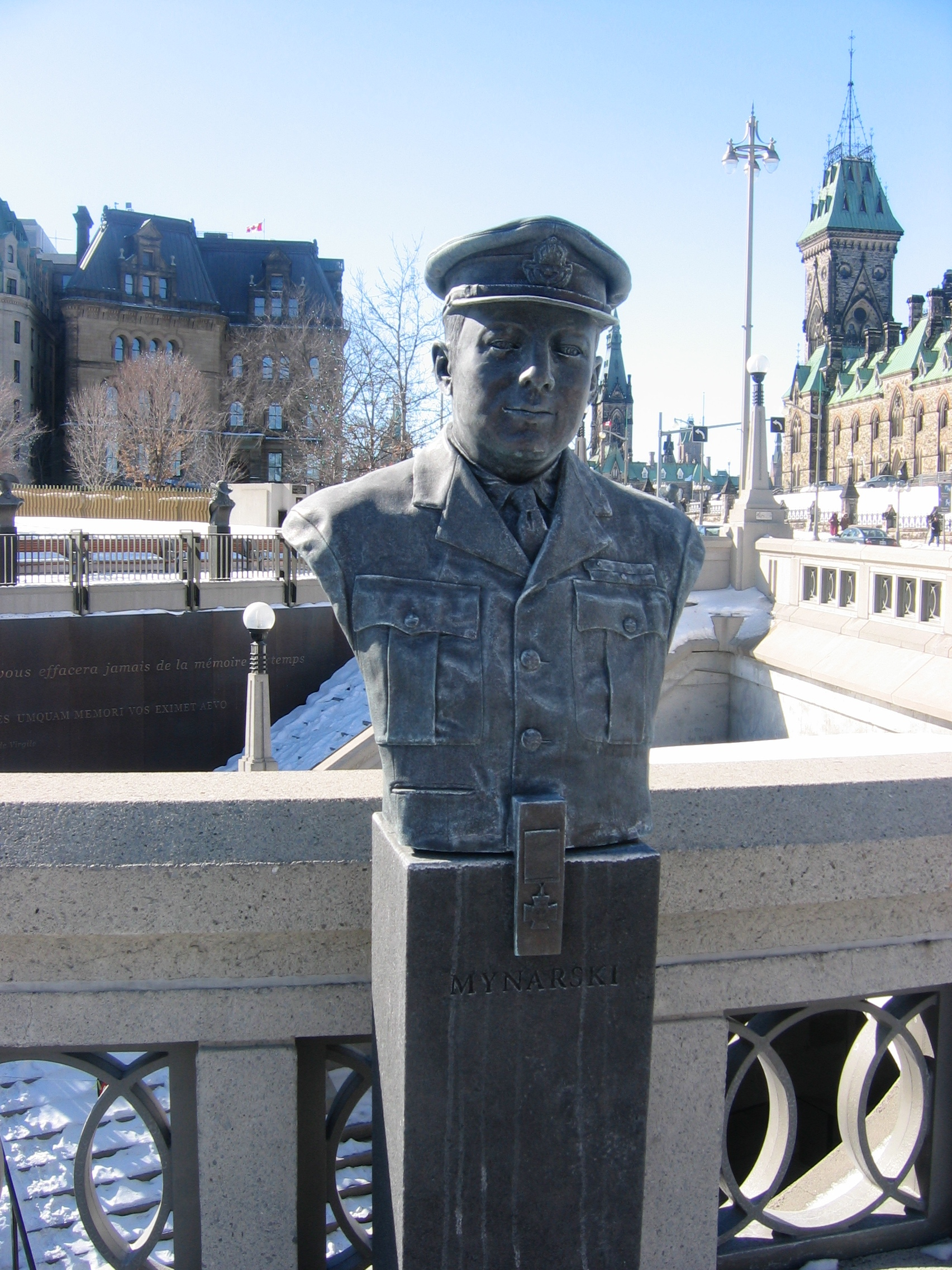
Andrew Mynarsky
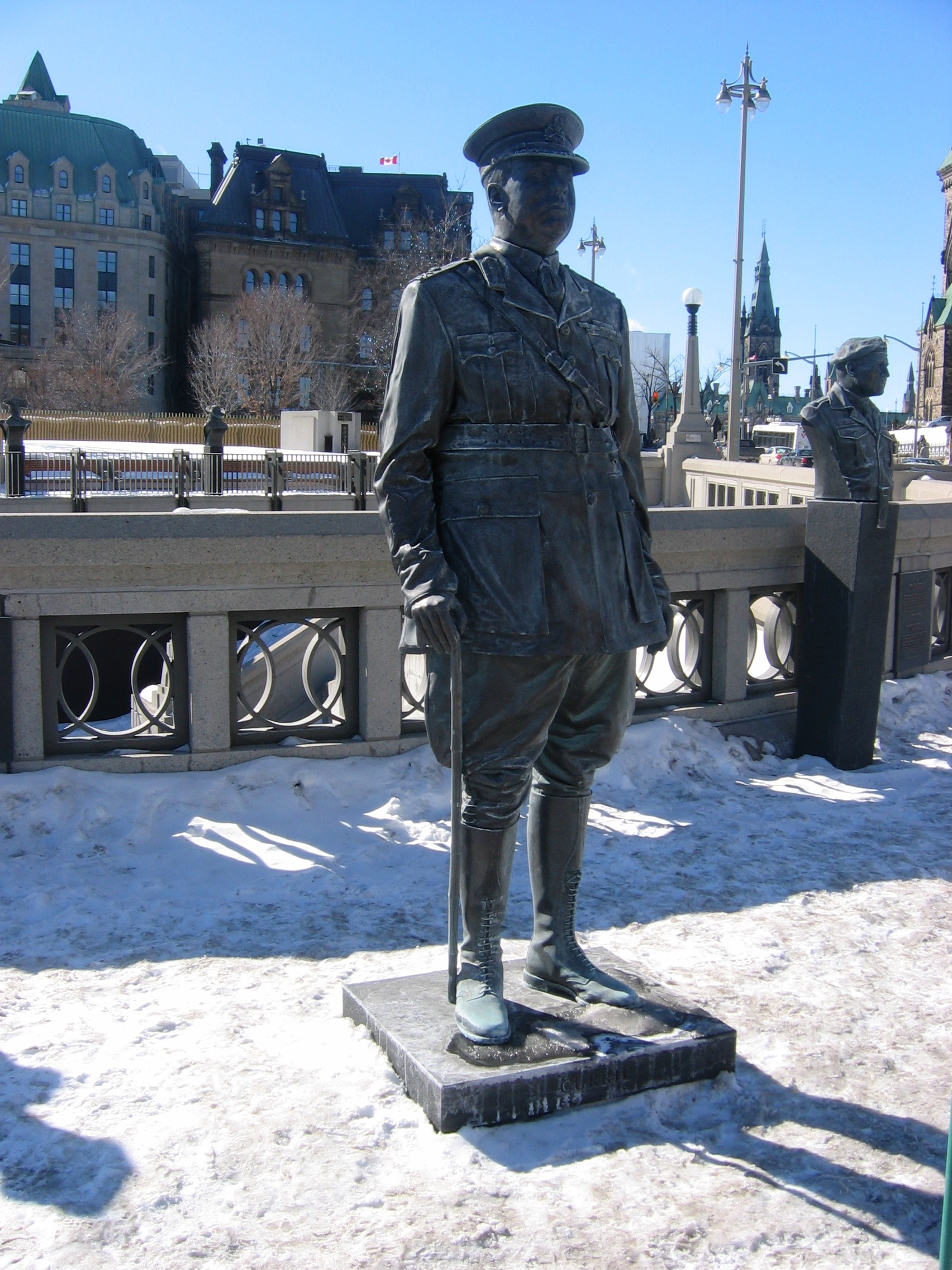
Arthur Currie
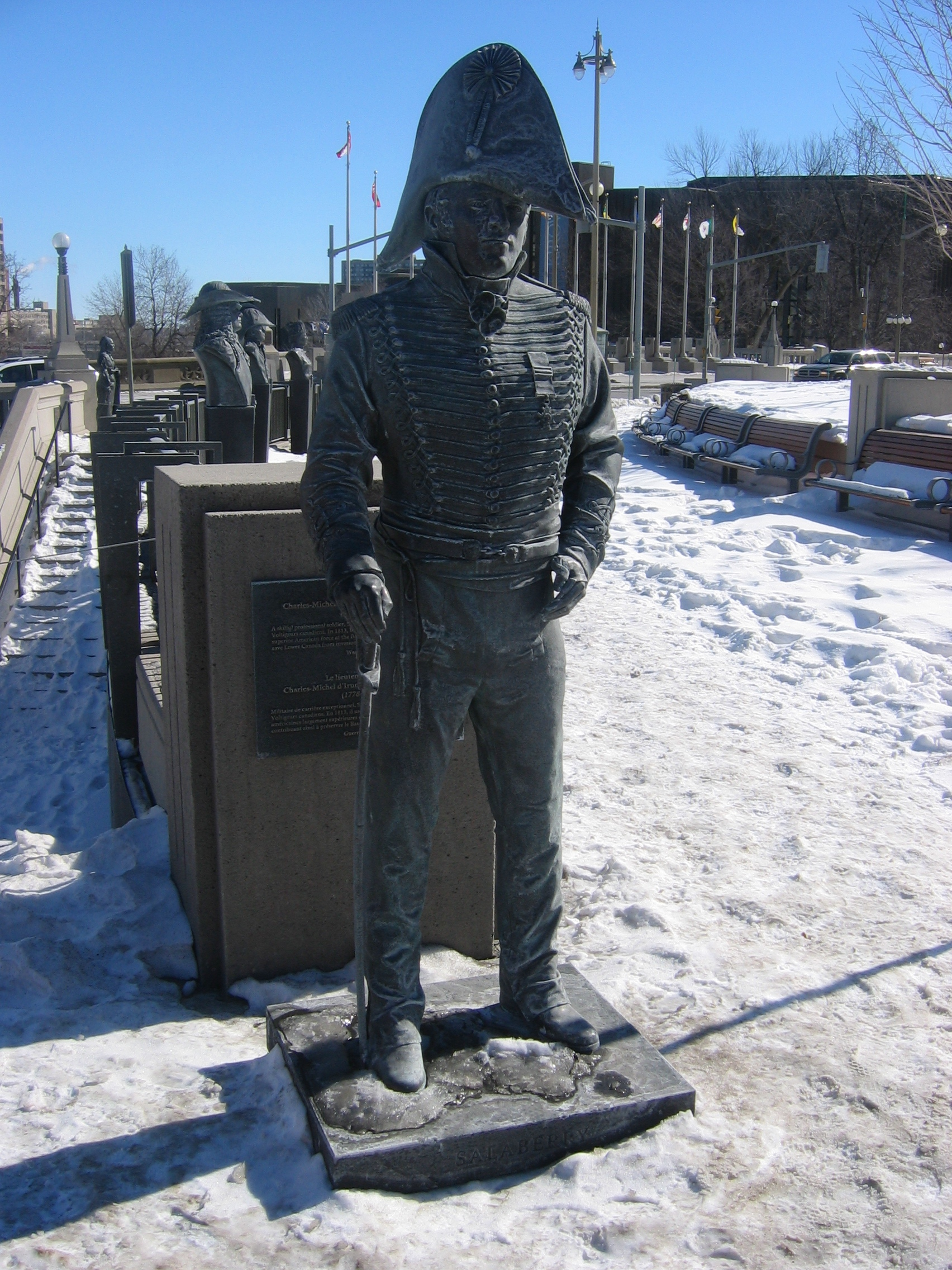
Charles-Michel d'Irumberry de Salaberry
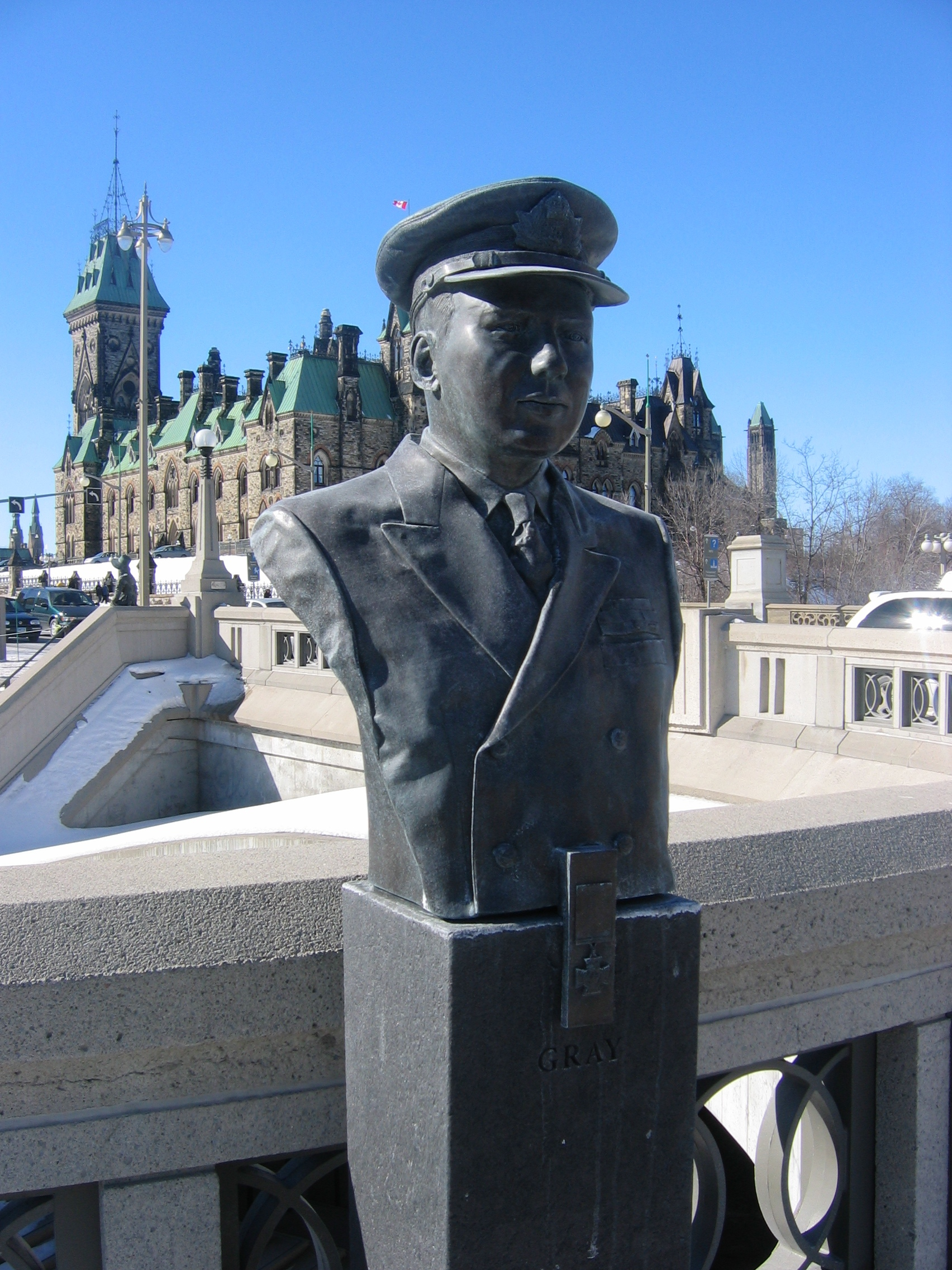
Hampton Gray
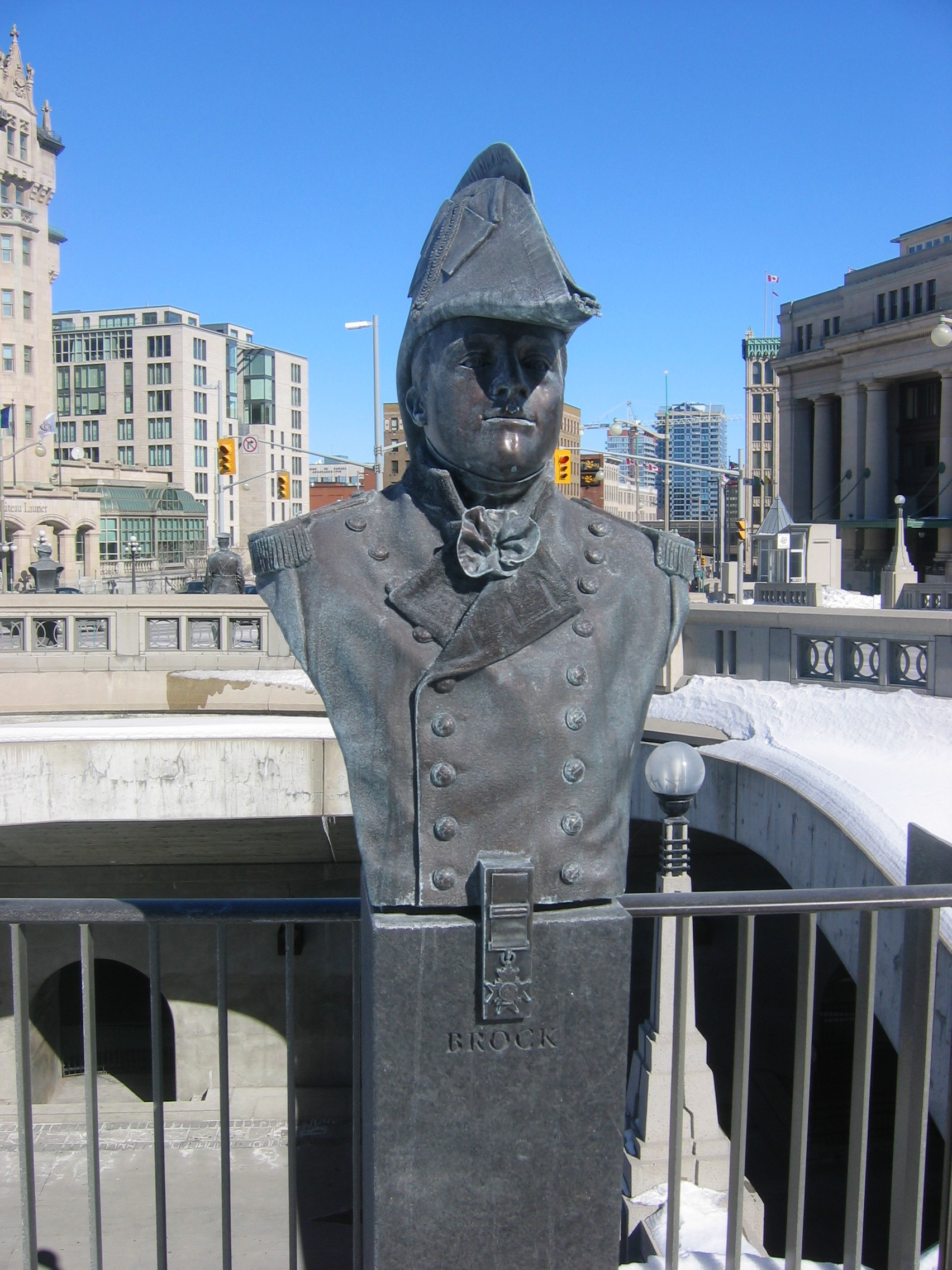
Isaac Brock
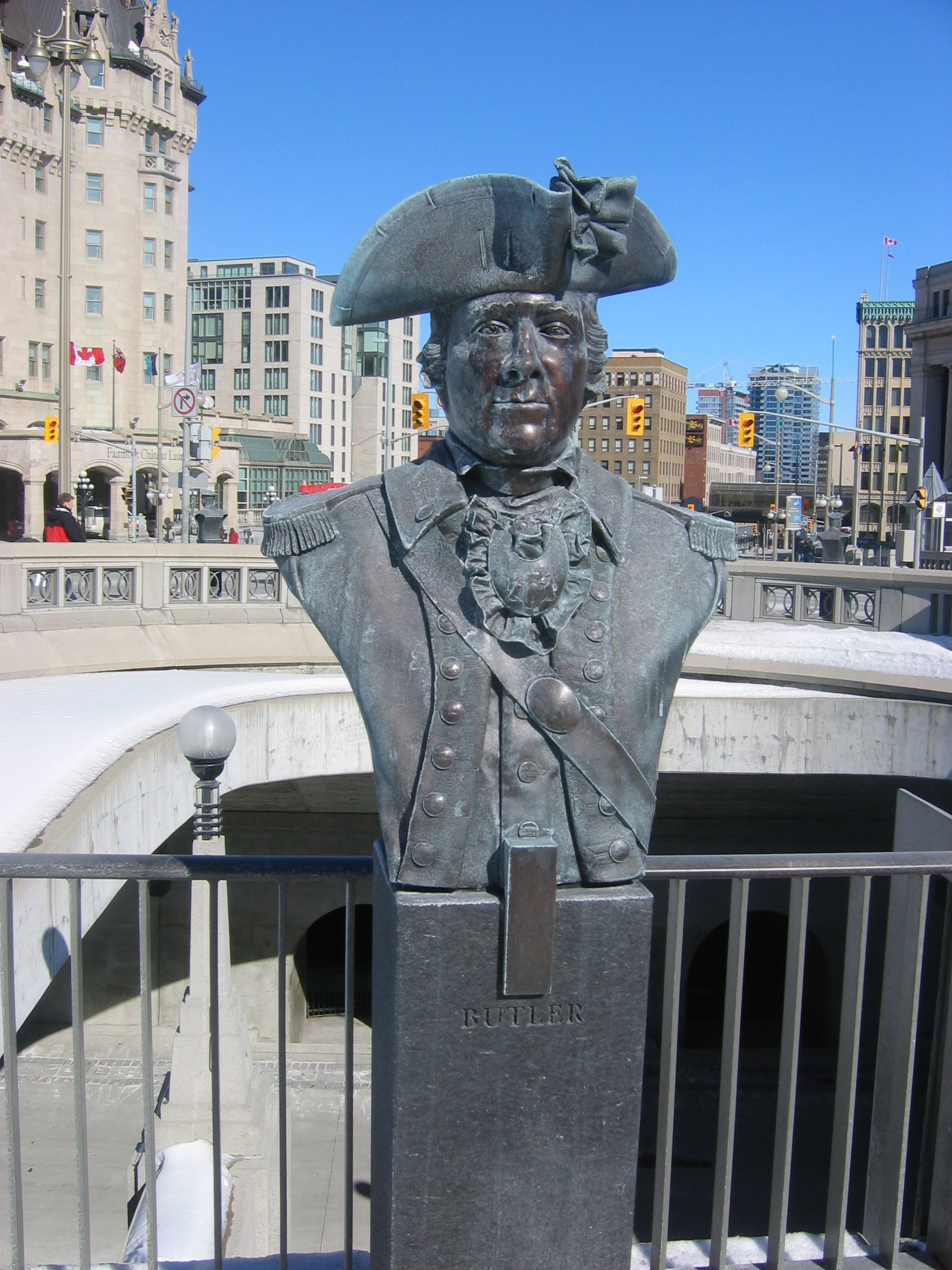
John Butler
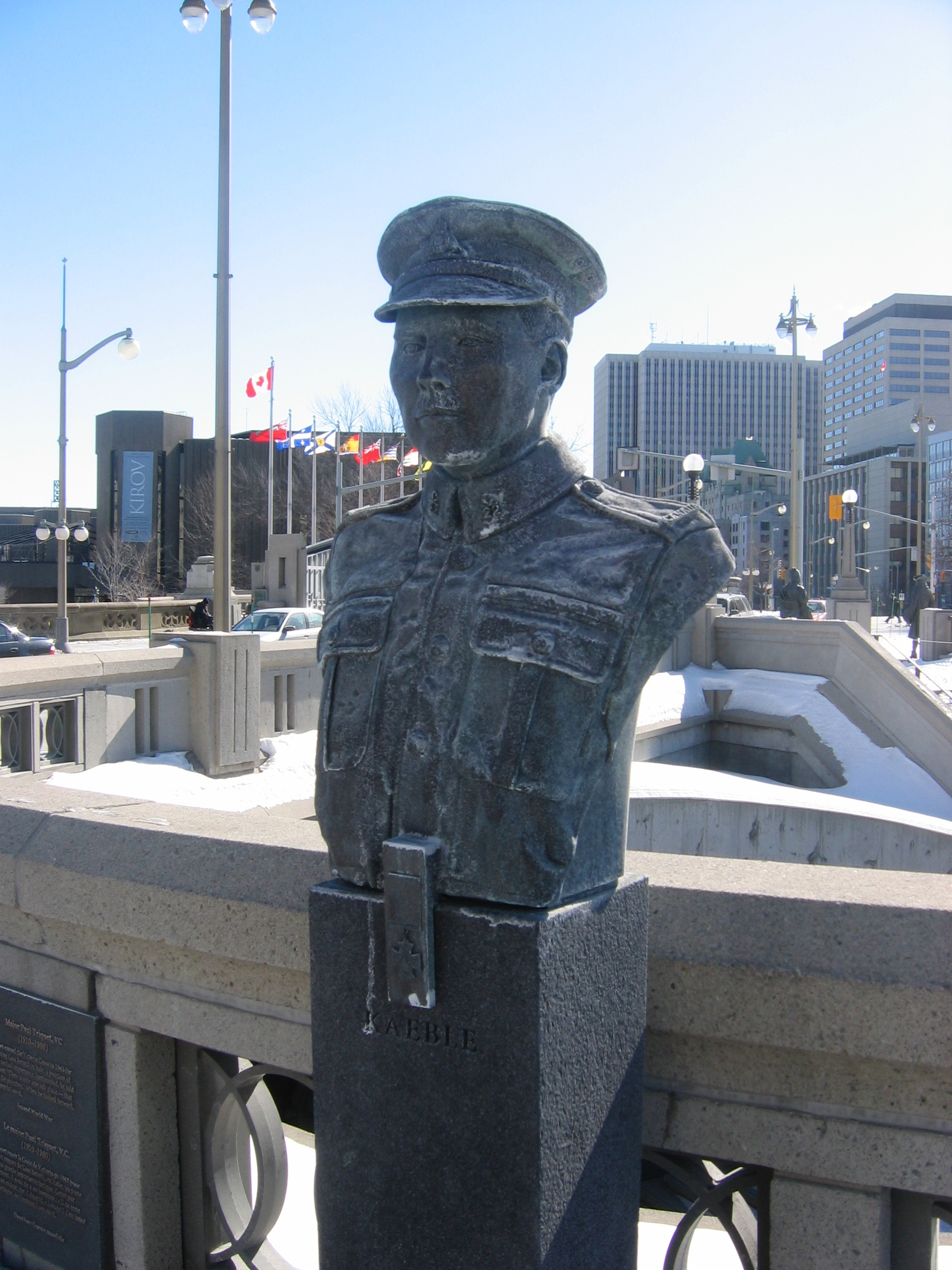
Joseph Kaeble
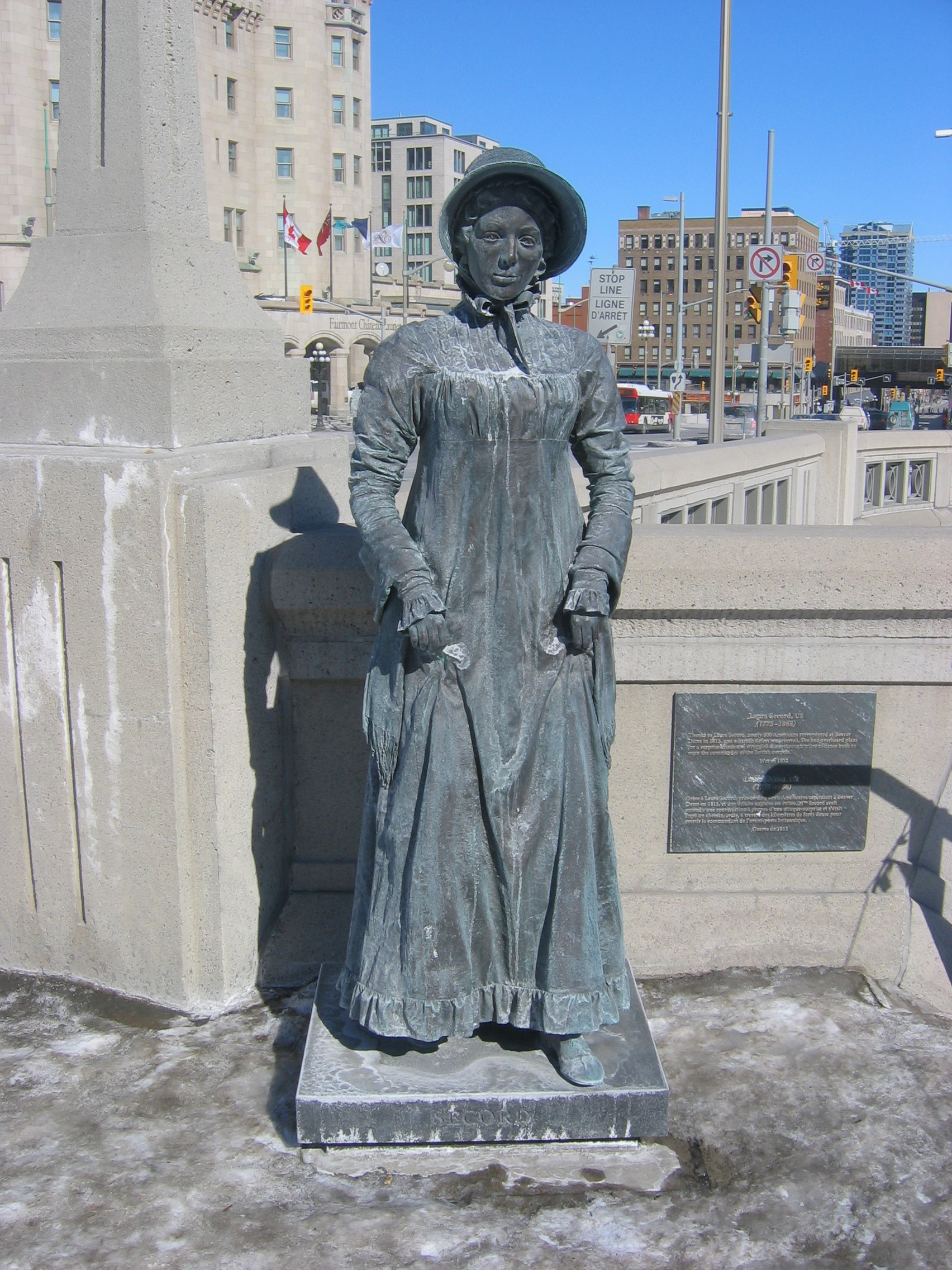
Laura Secord
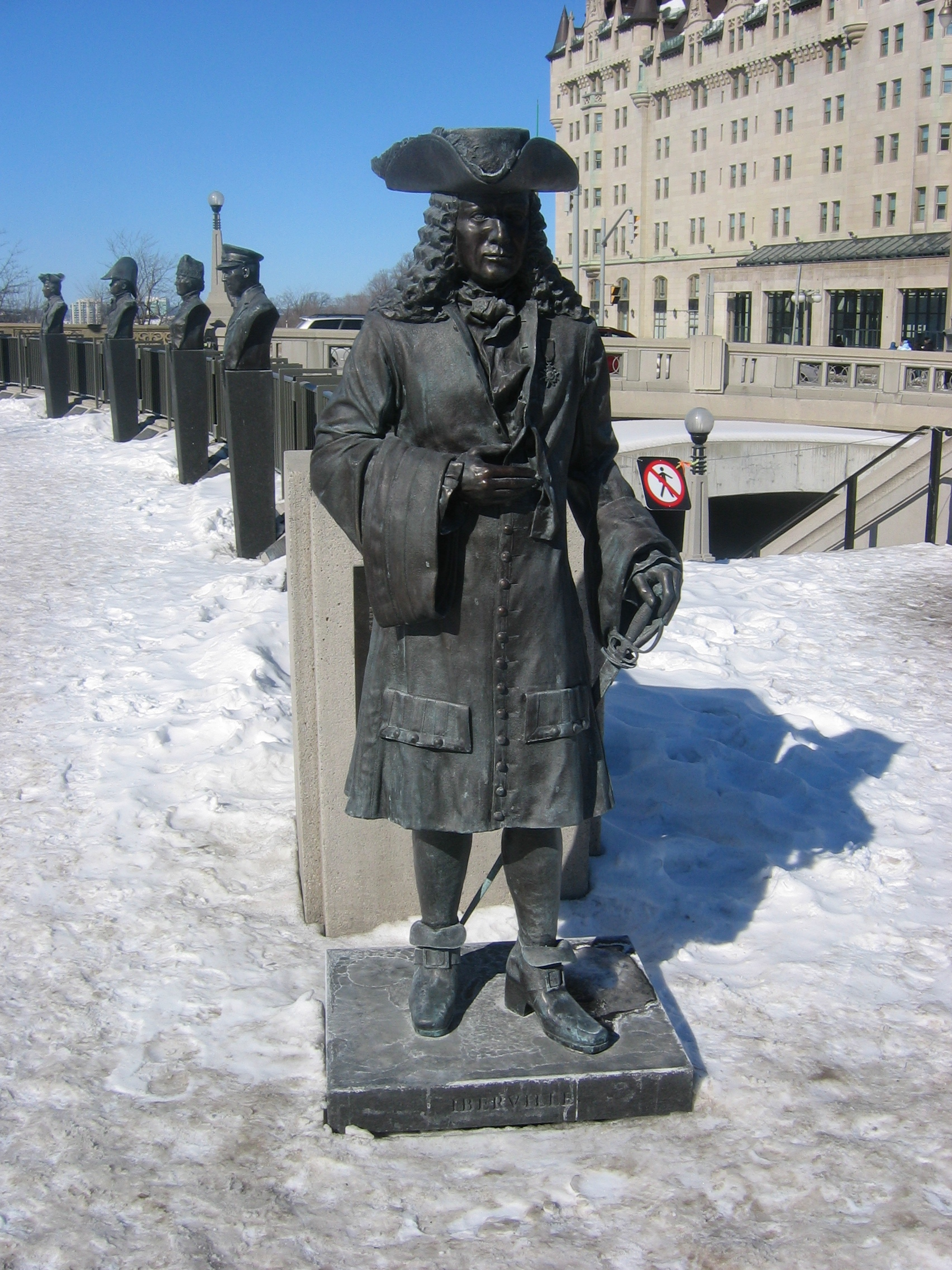
Pierre Le Moyne d'Iberville
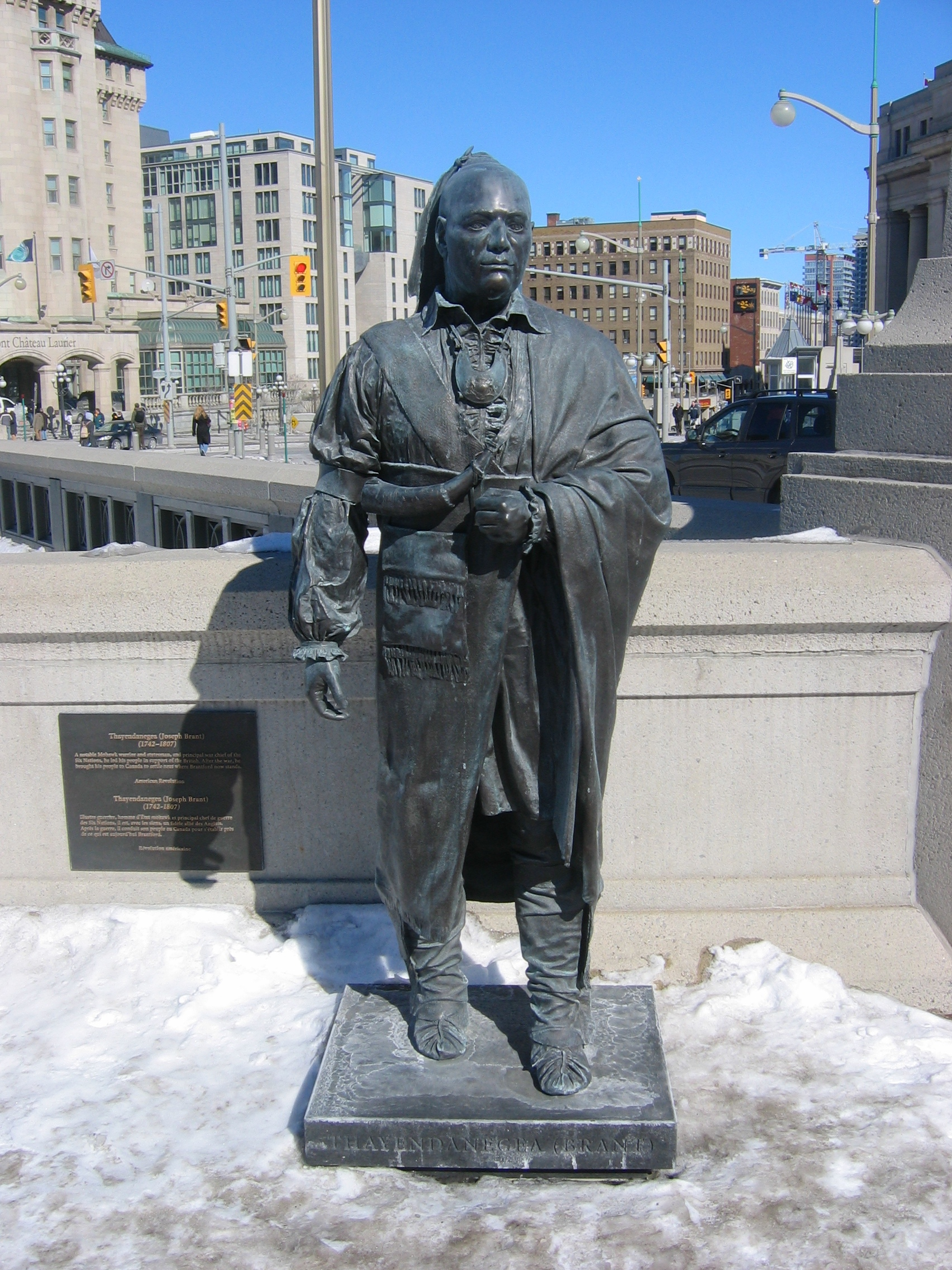
Joseph Brant